# Hjorthagens kyrka
Hjorthagens kyrka, ibland omnämnd som Hjorthagskyrkan, är en kyrkobyggnad i Engelbrekts församling. Den ligger vid Dianavägen i stadsdelen Hjorthagen i Stockholm. 
De styrande i Hedvig Eleonora församling, stadsdelens dåvarande församling, hade invändningar mot tegelfasaderna i arkitekten Carl Bergstens tävlingsförslag från 1904. Fasadytorna ansågs bli alltför lika omgivande byggnader. Bergsten stod på sig och fick slutligen igenom sitt förslag. Kyrkan började uppföras 1907 av byggmästaren Vilhelm Norrbin och kunde invigas den 25 mars 1909 av ärkebiskop Johan August Ekman.
Kyrkan restaurerades 1967 under ledning av arkitekt Jan Wahlman.

## Kyrkobyggnaden
Kyrkobyggnaden är uppförd i rött tegel, med mönstermurade partier, på en sockel av granit med bärande balkar av armerad betong. Kyrkans exteriör följer Bergstens ritningar från 1907, en blandning av Wiener Werkstätte-inspirerad formgivning och den svenska nationalromantikens tegelbyggnadskonst.
Kyrkorummets interiör har en basilikal form och är påfallande ljus med dominerade parabelbågar för takkonstruktionen. Ett brett mittskepp flankeras av låga, smala sidoskepp vilka fungerar som sidogångar.
Mikaelikapellet ligger till vänster om huvudingången. Kapellet användes tidigare för dop, vigslar och mindre samlingar. I dag upptas merparten av ytan av en handikapphiss.

## Inventarier
Dopfunten formgiven av Bergsten är av täljsten och är huggen av bildhuggaren N Arthur Sandin. Den har en tresidig fot som bär upp ett skaft i form av tre trästammar.
Dekorationerna i långhuset är utförda av dekorationsmålaren Filip Månsson efter Bergstens förlagor. De sju glasmålningarna i koret är utförda av konstnären Eigil Schwab. Altaruppsatsen är skulpterad i kalkbruk av Tore Strindberg efter Bergstens skisser. Vid renoveringen 1967 försåg man altaret med en altarbrun varefter de tegelpelare som bär upp altarskivan framträder bättre. Tore Strindberg har även modellerat den stora Hubertushjorten, med kors och strålsol mellan hornen, som är placerad i koret.

## Orgel
1910 byggde E A Setterquist & Son, Örebro en orgel med 10 stämmor, två manualer och pedal.
Den nuvarande orgeln är byggd 1961 av Grönlunds Orgelbyggeri AB, Gammelstad och är en mekanisk orgel. Fasaden är från 1961 och ritad av Lars Stalin. Tonomfånget på orgeln är 56/30. Orgeln invigdes av Manfred Björkquist 1961.
| Huvudverk I   | Bröstverk II        | Pedal           | Koppel |
| Principal 8´  | Gedackt 8´          | Subbas 16´      | I/P    |
| Rörflöjt 8´   | Principal 4´        | Oktava 8´       | II/P   |
| Oktava 4´     | Rörflöjt 4´         | Gedacktflöjt 8´ | II/I   |
| Blockflöjt 4´ | Waldflöjt 2'        | Koppelflöjt 4´  |        |
| Oktava 2'     | Sesquialtera 2 chor | Kvintadena 2'   |        |
| Mixtur 4 chor | Scharf 3 chor       | Fagott 16'      |        |
| Duclan 16'    | Vox humana 8'       | Skalmeja 4'     |        |
|               | Tremulant           |                 |        |
|               | Crescendosvällare   |                 |        |

## Bilder

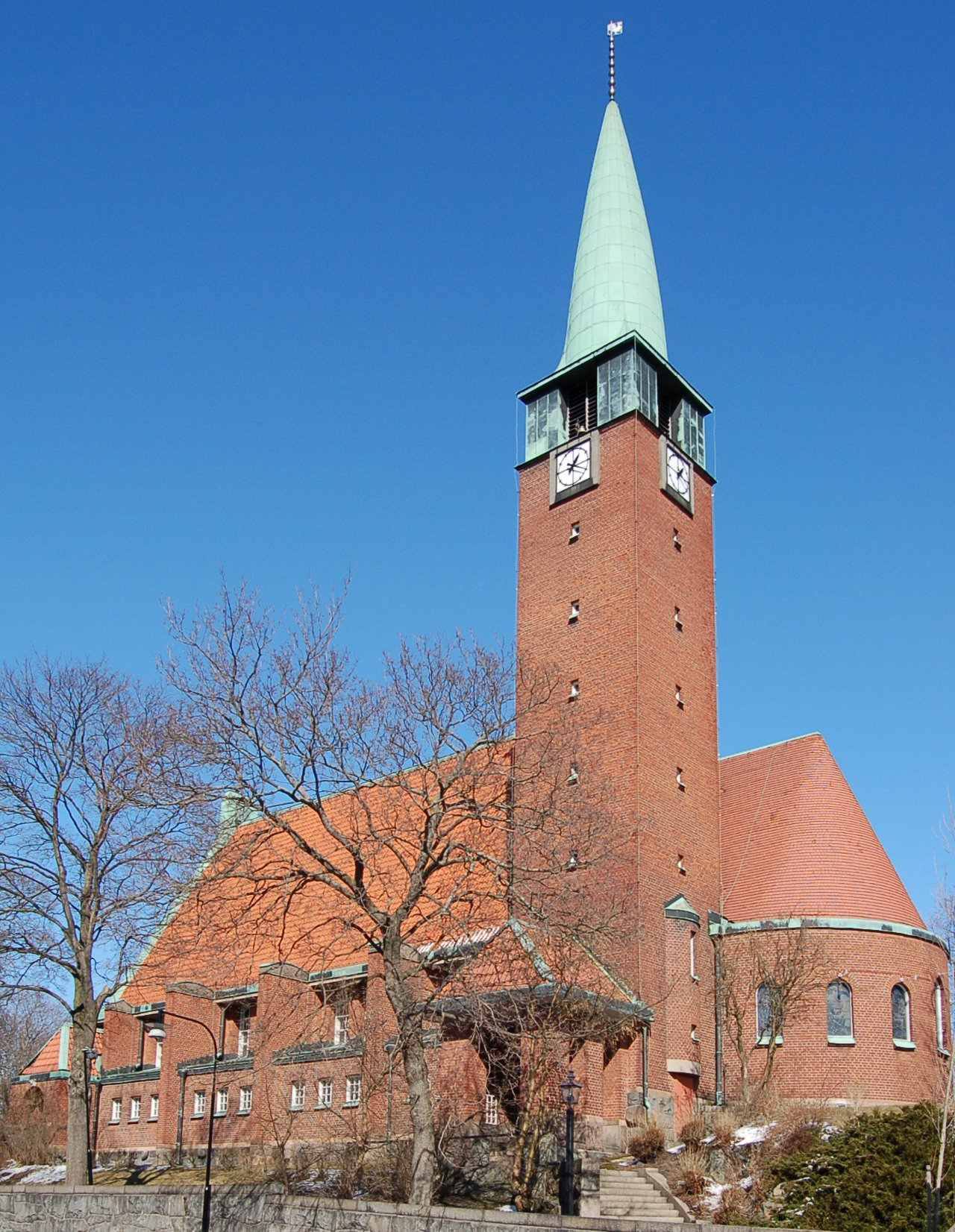
Vy norrut
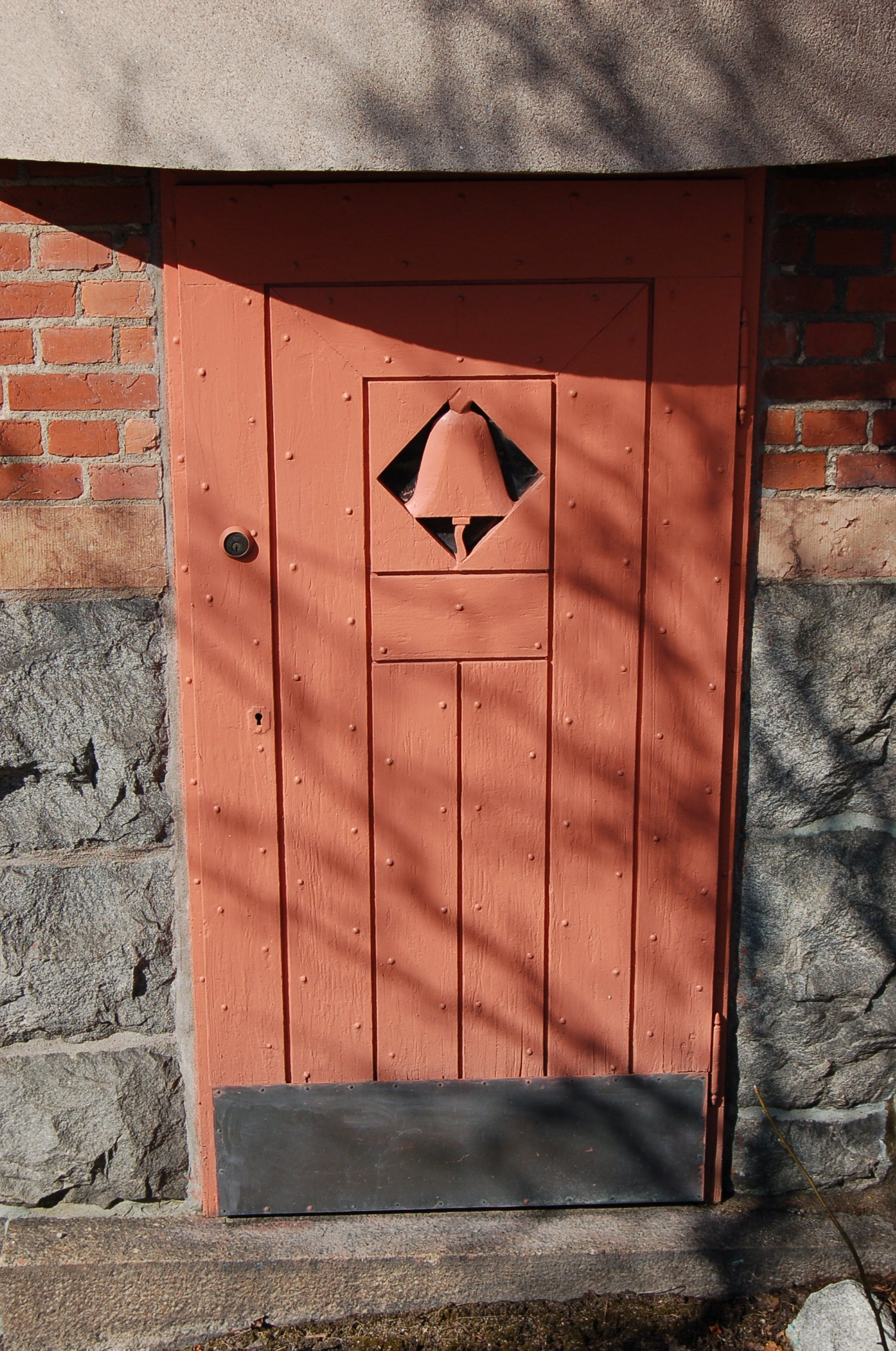
Dörren till klocktornet
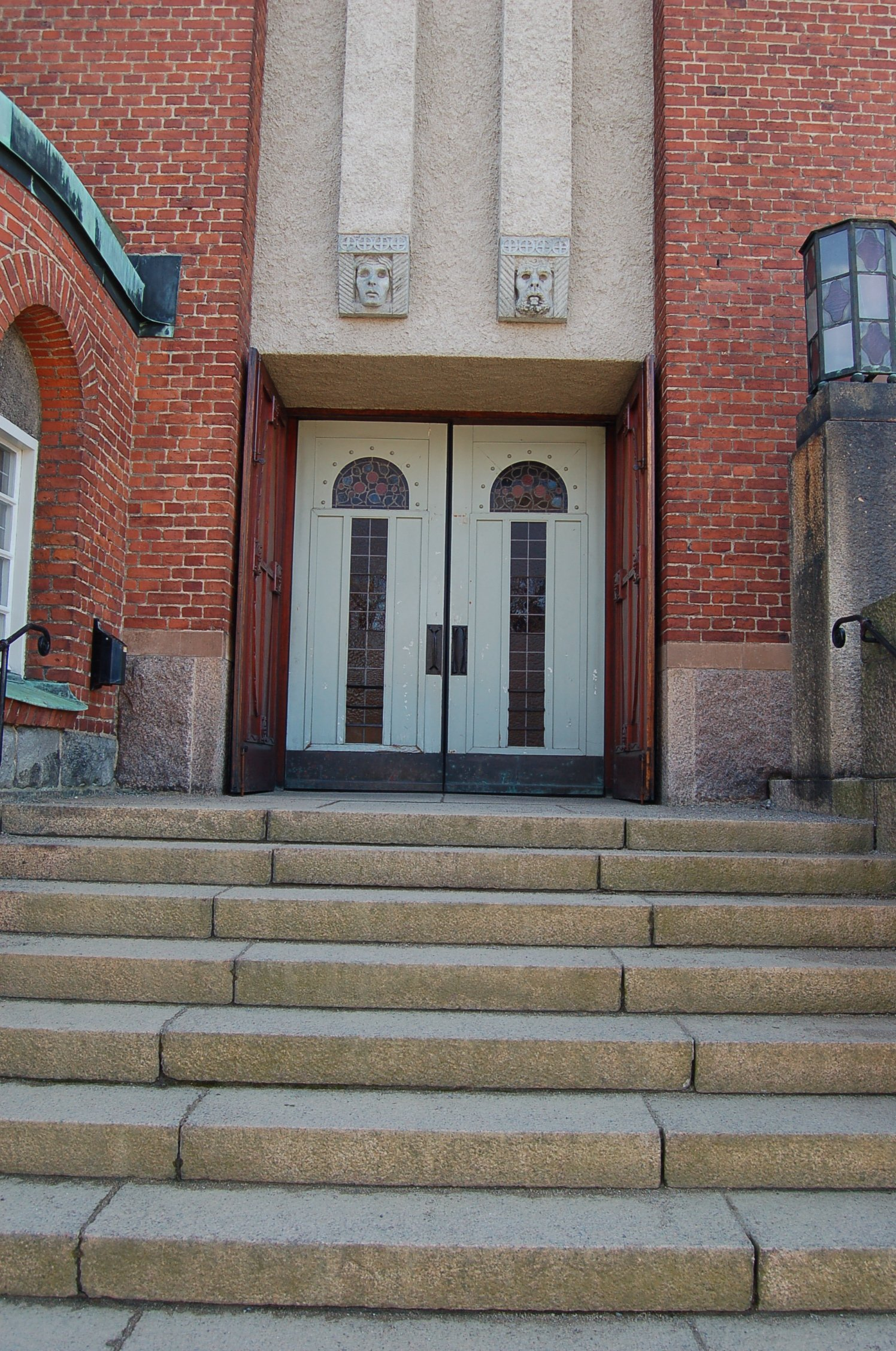
Huvudentrén